# 별가람고등학교
별가람고등학교(별가람高等學校)는 대한민국 경기도 남양주시 별내동에 있는 공립 고등학교이다.

## 학교 연혁
- 2016년 2월 5일 : 별가람고등학교 설립인가(총 36학급)
- 2016년 3월 1일 : 초대 서명석 교장 취임
- 2016년 3월 2일 : 제1회 입학식(8학급 264명 입학)
- 2019년 2월 14일 : 제1회 졸업식(졸업생 222명)
- 2022년 3월 1일 : 제3대 김종숙 교장 취임
- 2024년 1월 8일 : 제6회 졸업식(졸업생 193명)
- 2024년 3월 4일 : 제9회 입학식(11학급 291명 입학)

## 참고 자료
- 별가람고등학교 - 한국교육학술정보원 학교알리미